# بوکوویتسه (ناحیه ناخود)
بوکوویتسه (به چکی: Bukovice) یک منطقهٔ مسکونی در جمهوری چک است که در ناحیه ناخود واقع شده‌است. بوکوویتسه ۲٫۴۳ کیلومتر مربع مساحت و ۳۶۲ نفر جمعیت دارد و ۴۵۳ متر بالاتر از سطح دریا واقع شده‌است.